# Hvidbjerg Å
Hvidbjerg Å er en å i den sydlige del af Thy fra Ove Sø mod sydvest, forbi herregårdene Lyngholm og Ørumgård til Ørum Sø, hvorfra den har udløb mod syd til Krik Vig i Nissum bredning, den vestlige del af Limfjorden. Åen er den centrale del i Natura 2000-område nr. 27 Hvidbjerg Å, Ove Sø og Ørum Sø.
Åsystemet afvander et stort område i det vestlige Thy og det mellemste/nordlige Sydthy. Nordfra har Ove sø tilløb fra Tegå, Nørhå sø, Årup å, Hundborg mose, kanalen fra den tørlagte Sjørring sø og Førby sø. I den sydlige ende af Ove sø udmunder Kokholm rende, som har tilløb fra Hørsted å, Harring å, Gisselbæk, Hassing mose og Villerslev mose.
Ifølge Kajakkort Limfjord er det muligt at ro i kajak i åsystemet hele vejen fra Sjørring til Krik vig.
Den sydlige del fra Ørum sø til Krik vig hedder også Kastet Å eller Æ Kåst. Navnet skyldes at udløbet er gravet (kastet) i 1600-tallet. Det naturlige udløb slyngede sig oprindelig gennem Agger sogn, men sandede til.
Fra 1868 til 1882 var Ørum og Flade sø i en periode tørlagte i et stort afvandingsprojekt. Da det blev for kostbart at opretholde afvandingen, blev den opgivet.
I 1958 blev et dige opført for at sikre mod oversvømnmelse, hvis havet skulle bryde igennem havdiget og gå ind i Flade sø. Som resultat er de to søer blevet adskilt af dæmninger. Flade sø er afskåret fra gennemløb, da en kanal leder vandet fra Ørum sø direkte til Kastet Å.
I 2022 har Naturstyrelsen igangsat Vådområdeprojekt Flade Sø, som bl.a. via tunnelrør igen skal lave gennemstrømning i Flade sø, for at vandet fra åsystemet kan blive kvælstofreduceret før det løber ud i Limfjorden.

## Eksterne links
- Vådområdeprojekt Flade Sø er i gangsat, Naturstyrelsen, januar 2022 (tilgået 18. sep. 2024)
- Vådområdeprojekt Flade Sø, Naturstyrelsen, januar 2022 (tilgået 18. sep. 2024)

56°50′18.52″N 8°22′33.58″Ø / 56.8384778°N 8.3759944°Ø